# Hôtel des Cèdres
L'hôtel Les Cèdres est un hôtel situé dans le bourg de Baugé, sur la commune de Baugé-en-Anjou, en France.

## Localisation
L'hôtel est situé dans le département français de Maine-et-Loire, sur la commune de Baugé.

## Historique
L'édifice est classé au titre des monuments historiques en 1984 et inscrit en 1984.